# 784 Pickeringia
784 Pickeringia eller 1914 UM är en asteroid i huvudbältet, som upptäcktes 20 mars 1914 av den amerikanske astronomen Joel Hastings Metcalf i Winchester. Den är uppkallad efter de amerikanska astronom bröderna Edward och William Pickering.
Asteroiden har en diameter på ungefär 75 kilometer.